# Rauvolfia nitida
Rauvolfia nitida är en oleanderväxtart som beskrevs av Nikolaus Joseph von Jacquin. Rauvolfia nitida ingår i släktet Rauvolfia och familjen oleanderväxter. Inga underarter finns listade i Catalogue of Life.